# Return from the Ashes
Return from the Ashes (Brasil: De Volta das Cinzas ) é um filme britânico de 1965, em preto e branco, dos gêneros drama e suspense, dirigido por J. Lee Thompson, e roteirizado por Julius J. Epstein, baseado no livro de Hubert Monteilhet, música de Johnny Dankworth.

## Sinopse
Mulher sobrevivente de um campo de concentração, durante a segunda guerra mundial, retorna para casa e encontra um clima de assassinato.

## Elenco
- Maximilian Schell....... Stanislaus Pilgrin
- Samantha Eggar....... Fabienne 'Fabi' Wolf
- Ingrid Thulin....... Dr. Michele 'Mischa' Wolf
- Herbert Lom....... Dr. Charles Bovard
- Talitha Pol....... Claudine
- Vladek Sheybal....... Gerente
- Jacques Cey....... Secretário do Hotel
- Jacques B. Brunius....... Primeiro detetive
- Jean Marc....... Segundo detetive
- Andre Charisse....... Capitão do restaurante
- Danièle Noël....... Enfermeira
- Arnold Diamond....... Vizinho